# Saint-Dézéry
Saint-Dézéry è un comune francese di 389 abitanti situato nel dipartimento del Gard, nella regione dell'Occitania.

## Società

### Evoluzione demografica
Abitanti censiti